# Tzinteel
Tzinteel är en ort i Mexiko.   Den ligger i kommunen Chilón och delstaten Chiapas, i den sydöstra delen av landet, 800 km öster om huvudstaden Mexico City. Tzinteel ligger 440 meter över havet och antalet invånare är 293.
Terrängen runt Tzinteel är varierad. Runt Tzinteel är det ganska tätbefolkat, med 54 invånare per kvadratkilometer. Närmaste större samhälle är Jerusalén, 15,5 km norr om Tzinteel. I omgivningarna runt Tzinteel växer i huvudsak städsegrön lövskog.